# Telmo Vargas
Pour les articles homonymes, voir Vargas.
Telmo Vargas Benalcázar, né le 9 octobre 1912 à San José de Minas (es) et mort le 9 août 2013 à Quito, est un militaire et homme d'État équatorien.
Il est président du pays durant 36 heures en 1966.